# Mura di Forlì
Come in numerose altre città italiane, le mura di Forlì furono quasi totalmente rase al suolo all'inizio del '900 per poter liberare nuovi spazi da dedicare all'edilizia e permettere lo sviluppo della città al di fuori dell'antico nucleo cittadino. La demolizione delle mura fu quasi totale, e solo alcuni tratti dell'antica cinta muraria tuttora sopravvivono. Lo spazio liberato ha fornito la superficie per l'edificazione di tratti stradali che oggi costituiscono i viali di circonvallazione.
È possibile identificare la presenza di tre diverse cerchie murarie che rappresentano i diversi stadi evolutivi dello sviluppo del nucleo cittadino.
La prima cinta muraria, di origine altomedievale, verosimilmente insisteva sul tracciato delle fortificazioni della città romana. Poiché lo sviluppo della città durante i secoli a cavallo tra antichità e medioevo fu di rilevanza modesta, è ipotizzabile che tale tracciato sia rimasto immutato per lungo tempo. Le tracce di tale cinta muraria sono difficilmente distinguibili, ma è ipotizzabile si estendesse a difesa dell'attuale Borgo Schiavonia, racchiudendo le zone comprese tra le attuali Via Castello e Via Maroncelli, lasciando invece l'Abbazia di San Mercuriale fuori dalla città. Lo sviluppo della città e l'importanza assunta da Forlì a partire dal XII secolo rendono evidente l'esigenza di dotarsi di una nuova cinta difensiva.
Nel corso del 1100 viene deciso perciò l'ampliamento della cinta difensiva, fino a includere l'Abbazia di San Mercuriale. Vengono edificate quattro porte d'accesso che a loro volta identificano quattro quartieri: Santa Croce, San Biagio, San Pietro e San Mercuriale.
Il terzo sistema difensivo si organizza nel XII secolo e sancisce la suddivisione in borghi, dei quali per importanza emergono i quattro tracciati stradali che sono ancora esistenti: Borgo san Giacomo con via dè Cotogni (corrispondenti rispettivamente all'attuale Borgo Cotogni e Corso della Repubblica), Burgus de Calendulis (nell'attuale via Allegretti), Borgo dei merloni e Borgo Ravaldino (attuale Corso Diaz), Borgo Schiavonia (attuale Corso Garibaldi), Borgo San Mercuriale e Borgo san Pietro (attuale corso Mazzini). Fu questa cinta muraria che subì l'abbattimento voluto da Guido da Monforte nel 1283.